# Stadio municipale di Rio Maior
Lo stadio municipale di Rio Maior (in portoghese: Estádio Municipal de Rio Maior) è uno stadio di calcio situato nell'omonimo comune, in Portogallo.
Lo stadio fu costruito nel 2002 e inaugurato nel 2003. Ha una capienza di circa 7 000 posti. Ospita le partite interne della squadra locale Rio Maior e della nazionale maschile under 21 di calcio del Portogallo.
Oltre allo stadio di calcio il complesso sportivo è dotato di piscine e campi indoor, che hanno ospitato anche la nazionale maschile di calcio a 5 del Portogallo.